# Šúkan šónen Jump
Šúkan šónen Jump (japonsky 週刊少年ジャンプ, Šúkan šónen Džanpu, populární také pod anglickým názvem Weekly Shōnen Jump) je japonský manga časopis, jenž vychází jednou týdně. Cílovou skupinou čtenářů jsou především chlapci (odtud také název; šónen (少年) znamená „mladý muž”). Jde o jeden z nejdéle vydávaných japonských manga časopisů, jehož první číslo bylo vydáno 2. července 1968. Časopis vydává nakladatelství Šúeiša.
Mezi nejúspěšnější mangy vydávané v tomto časopisu patří například Dragon Ball, One Piece, Ruróni Kenšin, Bleach, Naruto, Hunter × Hunter, Slam Dunk, Jú jú hakušo, Yu-Gi-Oh!, Král šamanů nebo Dr. Slump.
V USA a Kanadě vydává společnost Viz Media časopis inspirovaný Šúkan šónen Jumpem, a to Shonen Jump. Mangy z týdeníku Šúkan šónen Jump byly představeny i v Jižní Koreji, Hongkongu, Thajsku, Tchaj-wanu a také v Německu (pod názvem BANZAI!).